# Un premier amour

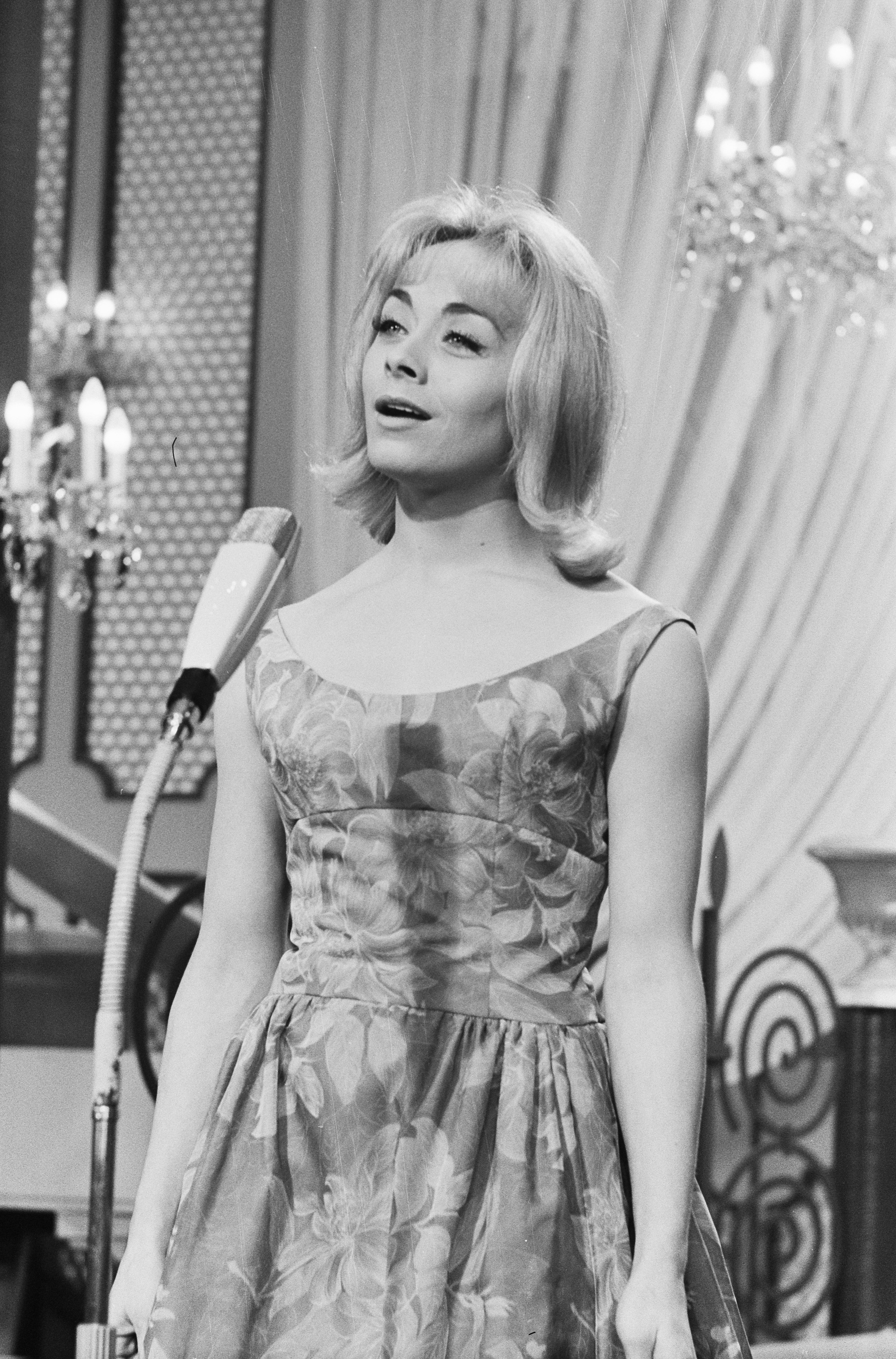
Aubret tijdens het Eurovisiesongfestival

Un premier amour  was het winnende lied van het Eurovisiesongfestival 1962 in Luxemburg. De  Franstalige ballade werd gezongen door de zangeres Isabelle Aubret namens Frankrijk.
Aubret nam het in de finale op tegen 15 landen. Ze zong als negende, na De Spelbrekers, en ontving 26 punten. Het lied over 'de eerste liefde' werd geschreven door Roland Valade (tekst) en Claude Henri Vic (muziek).
In 1968 nam Aubret nog eens deel aan het Eurovisiesongfestival. Ze kwam met haar vertolking van La source niet verder dan een derde plaats.